# Chloeia quatrefagesii
Chloeia quatrefagesii är en ringmaskart som beskrevs av Baird 1868. Chloeia quatrefagesii ingår i släktet Chloeia och familjen Amphinomidae. Inga underarter finns listade i Catalogue of Life.